# Rue du Général-Anselin
 (mai 2022).
Si vous disposez d'ouvrages ou d'articles de référence ou si vous connaissez des sites web de qualité traitant du thème abordé ici, merci de compléter l'article en donnant les références utiles à sa vérifiabilité et en les liant à la section « Notes et références ».
Ne doit pas être confondu avec Square du Général-Anselin.
La rue du Général-Anselin est une voie du 16e arrondissement de Paris, en France.

## Situation et accès
La rue du Général-Anselin est une voie publique située dans le 16e arrondissement de Paris. Elle débute boulevard Thierry-de-Martel et se termine route de la Porte-des-Sablons-à-la-Porte-Maillot.
Il ne s'agit pas d'une rue à proprement parler : aucun bâtiment n'est situé sur cette rue, et la circulation piétonne y est interdite. L'essentiel du tracé se situe au dessus du boulevard périphérique. Seule une bretelle de sortie en provenance de la RN 13 y débouche, et une bretelle d'accès au périphérique intérieure y débute, immédiatement après.

## Origine du nom

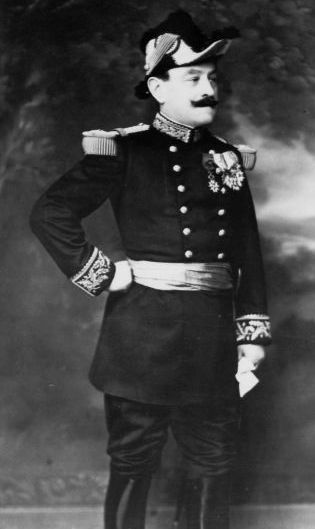
Ernest Anselin.

Elle porte le nom du général de brigade Ernest Anselin (1861-1916), mort pour la France avec 3 000 de ses hommes, lors du combat qui permit la reprise du fort de Douaumont, épisode décisif de la bataille de Verdun au cours de la Première Guerre mondiale.

## Historique
Elle se situe au niveau de l'ancien bastion n°53 de l'enceinte de Thiers.
Cette voie est ouverte en 1973, lors de l'aménagement du boulevard périphérique, reprenant partiellement le tracé de l'ancienne avenue du Général-Anselin. Elle prend sa dénomination par un arrêté du 1er mars 1974.